# تپه بان کلک بهارستان
تپه بان کلک بهارستان مربوط به دوران‌های تاریخی پس از اسلام است و در شهرستان دیواندره، بخش سارال، روستای بهارستان واقع شده و این اثر در تاریخ ۲۴ فروردین ۱۳۸۲ با شمارهٔ ثبت ۸۰۲۲ به‌عنوان یکی از آثار ملی ایران به ثبت رسیده است.